# Paximada
Paximada  es un islote situado en el noreste de Creta, frente a Sitía. Pertenece al pequeño complejo de Dionysades  que incluye Dragonada, Gianysada, Paximada y Paximadaki. En el islote hay una gran colonia de halcones de Eleonora (Falco eleonorae) que migran a Madagascar en el invierno.  Tiene una superficie de 0,311 km²  y está deshabitada.  Administrativamente, según el plan Kallikratis, pertenece a la unidad municipal de Sitia del municipio de Sitia.